# Steve Vickers
Dr. Steve Vickers és l'autor del microprogramari de la memòria ROM de l'ordinador domèstic ZX Spectrum. És actualment professor titular a la Universitat de Birmingham, Regne Unit.

## Educació
Vickers es va graduar al King's College, Cambridge, amb una llicenciatura en matemàtiques i un PhD a la Universitat de Leeds, també en matemàtiques, dirigit per Alfred Goldie.

## Sinclair Research
El 1980 va començar a treballar per a «Nine Tiles» que havia escrit prèviament el Sinclair BASIC per al ZX80. Va ser responsable per l'adaptació de la ROM de 4K del ZX80 en una ROM de 8K utilitzada en el ZX81 i també va escriure el manual del ZX81. Després va escriure la major part de la memòria ROM del ZX Spectrum, i va ajudar amb la documentació d'usuari.
Vickers va deixar Sinclair el 1982 per formar «Rainbow Computing Co.» amb Richard Altwasser. La companyia es va convertir en Jupiter Cantab que va ser responsable pel desenvolupament del fracassat Jupiter ACE, un competidor similar al Sinclair ZX Spectrum.

## Acadèmia
Originalment al Departament de Computació de l'Imperial College London, Vickers més tard es va unir al Departament de Matemàtiques Pures a l'Open University abans de finalment passar a la Facultat de Ciències de la Computació a la Universitat de Birmingham. En l'actualitat és professor titular i tutor de Recerca Estudiantil de la Facultat de Ciències de la Computació a la Universitat de Birmingham.

## Investigació
El principal interès de Vickers es troba dins de la lògica geomètrica. Ha escrit més de 30 articles en revistes especialitzades sobre aspectes matemàtics de la informàtica, i un llibre, «Topology via Logic» (Cambridge University Press, 1996, ISBN 0521576512).